# Blagowest 13L
Blagowest Nr. 13L (russisch Благовест №13Л, Kosmos-2533, 14F149) ist ein militärischer Kommunikationssatellit des russischen Verteidigungsministeriums. Bei dem Satelliten handelt es sich um das dritte Exemplar aus einer neuen Serie von vier Kommunikationssatelliten.
Er wurde am 21. Dezember 2018 um 00:20 UTC mit einer Proton-Trägerrakete vom Raketenstartplatz Baikonur in eine geostationäre Umlaufbahn gebracht.
Er wurde auf Basis des Satellitenbusses Ekspress-2000 der Firma ISS Reschetnjow in Schelesnogorsk gebaut und besitzt eine geplante Lebensdauer von 15 Jahren.